# Casa a la plaça Major, 9 (Roda de Ter)
La Casa a la plaça Major, 9 és una obra modernista de Roda de Ter (Osona) inclosa a l'Inventari del Patrimoni Arquitectònic de Catalunya.

## Descripció
Edifici de planta baixa i un pis. La façana està organitzada a partir de dos eixos verticals. A la planta baixa hi ha una porta i una finestra; al primer pis, dos balcons; i al nivell superior, dues finestretes apaïsades. Tant el parament del primer com del segon pis estan coberts d'esgrafiats. La façana acaba amb una cornisa sobre la qual s'alça una barbacana amb brèndoles d'obra que formen un dibuix geomètric.

## Història
Durant els segles XVII i XVIII, per un gran augment demogràfic i coincidint amb la industrialització, es construïren o reconstruïren la majoria de les cases del nucli antic de Roda. Aquesta casa segueix l'estructura més característica dels habitatges de Roda: dues parets unides per un embigat, que a partir dels segles XVII i XVIII evolucionarà cap a una casa de dos pisos amb la planta baixa utilitzada com a botiga o taller. Durant els segles XIX i XX, aquesta estructura no es modifica, encara que la majoria d'habitatges es restauren i s'hi transformen les obertures.